# Stemonidium
Stemonidium is een monotypisch geslacht van straalvinnige vissen uit de familie van zaagtandalen (Serrivomeridae).

## Soort
- Stemonidium hypomelas Gilbert, 1905